# SC Charlottenburg
SC Charlottenburg är en idrottsklubb i stadsdelen Charlottenburg i Berlin, grundad 15 september 1902. Klubben 7 839 medlemmar den 1 januari 2022. Klubben är känd för sina framgångsrika friidrottare och volleyboll, där herrlaget spelar i Bundesliga. Totalt hade klubben sex lag som 2022 spelade i översta eller näst översta serien i sin sport.

## Fotboll
Klubbens fotbollssektion har som bäst spelat i 2. Fußball-Bundesliga, vilket de gjorde 1983-1984, men har sedan dess hamnat längre ner i seriesystemet.

## Volleyboll
Klubbens herrelitlag spelar under namnet Berlin Recycling Volleys. De har blivit tyska mästare ett stort antal gånger.